# Ezequiel Palomeque
Ezequiel Palomeque Mena (Quibdó, Colombia; 7 de octubre de 1992) es un futbolista colombiano. Juega de defensa .

## Trayectoria

### Letonia
Palomeque llega a mediados del 2011 al club europeo donde juega 2 partidos de la Copa.

### República Checa y Bielorrusia
Juega seis meses a préstamo, de allí sale a jugar una temporada en FC Gomel.

### Panamá
Llega en 2014 a jugar en el Plaza Amador donde se ha venido destacando.

## Clubes
| Club              | País            | Año         |
| ----------------- | --------------- | ----------- |
| Spartaks Jūrmala  | Letonia         | 2011        |
| Sigma Olomouc     | República Checa | 2012        |
| FC Gomel          | Bielorrusia     | 2012 - 2013 |
| Plaza Amador      | Panamá          | 2014 - 2015 |
| Cortuluá          | Colombia        | 2016        |
| Atlético Nacional | Colombia        | 2017        |
| Deportivo Cali    | Colombia        | 2018        |
| Unión Española    | Chile           | 2019        |
| Al-Raed           | Arabia Saudita  | 2019 - 2020 |
| Alianza Petrolera | Colombia        | 2021        |
| Plaza Amador      | Panamá          | 2023        |

## Estadísticas
| Club                         | Temporada           | Liga  | Liga  | Copa Nacional | Copa Nacional | Copa Internacional | Copa Internacional | Total | Total |
| Club                         | Temporada           | Part. | Goles | Part.         | Goles         | Part.              | Goles              | Part. | Goles |
| ---------------------------- | ------------------- | ----- | ----- | ------------- | ------------- | ------------------ | ------------------ | ----- | ----- |
| FK Spartaks Jūrmala Letonia  | 2011                | 0     | 0     | 2             | 0             | 0                  | 0                  | 2     | 0     |
| FK Spartaks Jūrmala Letonia  | Total               | 0     | 0     | 2             | 0             | 0                  | 0                  | 2     | 0     |
| FC Gomel · Bielorrusia       | 2012                | 2     | 0     | 0             | 0             | 0                  | 0                  | 2     | 0     |
| FC Gomel · Bielorrusia       | Total               | 2     | 0     | 0             | 0             | 0                  | 0                  | 2     | 0     |
| Plaza Amador · Panamá        | 2014-15             | 20    | 2     | 0             | 0             | -                  | -                  | 20    | 2     |
| Plaza Amador · Panamá        | 2015-16             | 14    | 1     | 0             | 0             | -                  | -                  | 14    | 1     |
| Plaza Amador · Panamá        | Total               | 34    | 3     | 0             | 0             | 0                  | 0                  | 34    | 3     |
| Cortulua · Colombia          | 2016                | 3     | 0     | 3             | 0             | -                  | -                  | 6     | 0     |
| Cortulua · Colombia          | Total               | 3     | 0     | 3             | 0             | 0                  | 0                  | 6     | 0     |
| Atlético Nacional · Colombia | 2017                | 15    | 0     | 1             | 0             | -                  | -                  | 16    | 0     |
| Atlético Nacional · Colombia | Total               | 15    | 0     | 1             | 0             | 0                  | 0                  | 16    | 0     |
| Deportivo Cali · Colombia    | 2018                | 24    | 2     | 0             | 0             | 6                  | 1                  | 30    | 3     |
| Deportivo Cali · Colombia    | Total               | 24    | 2     | 0             | 0             | 6                  | 1                  | 30    | 3     |
| Unión Española · Chile       | 2019                | 11    | 1     | 2             | 0             | 4                  | 0                  | 17    | 1     |
| Unión Española · Chile       | Total               | 11    | 1     | 2             | 0             | 4                  | 0                  | 17    | 1     |
| Al-Raed Arabia Saudita       | 2019-20             | 13    | 0     | 1             | 0             | 0                  | 0                  | 14    | 0     |
| Al-Raed Arabia Saudita       | Total               | 13    | 0     | 1             | 0             | 0                  | 0                  | 14    | 0     |
| Total en su carrera          | Total en su carrera | 102   | 6     | 9             | 0             | 10                 | 1                  | 121   | 7     |

## Palmarés

### Campeonatos nacionales
| Títulos         | Club              | País     | Año  |
| --------------- | ----------------- | -------- | ---- |
| Torneo Apertura | Atlético Nacional | Colombia | 2017 |